# Port lotniczy Luleå
Port lotniczy Luleå (IATA: LLA, ICAO: ESPA) – port lotniczy położony 5 km na południowy wschód od Luleå, w regionie Norrbotten, w Szwecji, w pobliżu miejscowości Kallax. Jest największym portem lotniczym północnej Szwecji i 5. w kraju. W 2009 r. obsłużył 954 tys. pasażerów.

## Linie lotnicze i połączenia
| Linia lotnicza                  | Kierunek                                                     |
| ------------------------------- | ------------------------------------------------------------ |
| Braathens International Airways | Sezonowe czartery: 1. Palma de Mallorca 2. Rodos             |
| Croatia Airlines                | Sezonowe czartery: 1. Split                                  |
| Jonair                          | 1. Pajala                                                    |
| Norwegian Air Shuttle           | 1. Sztokholm-Arlanda                                         |
| Ryanair                         | 1. Sztokholm-Arlanda                                         |
| Scandinavian Airlines System    | 1. Göteborg 2. Sztokholm-Arlanda Sezonowe czartery: 1. Rodos |
| Transavia.com                   | Sezonowo: 1. Paryż-Orly                                      |